# وینستون چونگ فاه
وینستون چونگ فاه (۱۹۶۴ – ۲۰۱۸) یک مربی فوتبال جامائیکایی بود.

## دوران حرفه‌ای
چونگ فاه در جوانی به عنوان دروازه‌بان بازی می‌کرد. او به عنوان "افسانه و نماد فوتبال جامائیکا" توصیف شد.